# Misato Fukuen
Misato Fukuen, född 10 januari 1982 i Tokyo, är en japansk skådespelare.
Suzuki har bland annat medverkat i TV-serierna The Grimm Variations och Plastic Memories. Hon har även medverkat  filmen Sailor Moon Eternal.

## Filmografi (i urval)
- 2015 – Plastic Memories (TV-serie)
- 2021 – Sailor Moon Eternal
- 2024 – The Grimm Variations (TV-serie)